# Marefa
Marefa (arapski: المعرفة, 'znanje') wiki je i internetska enciklopedija na arapskom jeziku. Koristi programski sustav MediaWiki. Kreirao ga je Nayel Shafi 16. veljače 2007. Ima povezane projekte koji uključuju rukopisnu dokumentaciju, izvore, zajedničke knjige, forume, blogosferu, račune e-pošte (s neograničenom pohranom), video/audio biblioteku.

## Povijest
U rujnu 2007. stranica je primila 25 000 rukopisa i starih knjiga na arapskom pismu od indijske vlade. Ovo su skenirane slike knjiga koje se čuvaju na Sveučilištu Osmania u Hyderabadu u Indiji. Knjige su na arapskom, perzijskom i osmanskom turskom jeziku. Odmah nakon toga stranica ih objavljuje i stavlja na raspolaganje besplatno. Sveučilište Sjeverne Karoline rangiralo je stranicu kao 8. najbolji izvor za arapske rukopise sa značajnim globalnim kulturnim središtima arapskog nasljeđa, zajedno sa džamijom Suleymaniye u Istanbulu i Sveučilištem Al-Azhar u Kairu. Udruga knjižničara Bliskog istoka preporučuje Marefu svojim članovima, navodeći indijsku donaciju kao uspjeh.

## Vanjske poveznice
- Službena stranica